# Уголини, Амедео
Амедео Уголини (итал. Amedeo Ugolini; 30 апреля 1896, Стамбул — 6 мая 1954, Турин) — итальянский писатель
, журналист и политический деятель.

## Биография
Родился в Стамбуле 30 апреля 1896 года; внук республиканца из Романьи, сосланного в Турцию по политическим причинам. В период Первой мировой войны, в 1916 году Амедео Уголини приехал в Италию, чтобы пойти на службу в итальянскую армию.
После войны Уголини поселился в Болонье — «красном городе». В 1923 году он начал издавать литературный журнал L’accigliata вместе с Томмазо Кьярини.
Позже поселился в Кьявари (провинция Генуя), начал писать романы, рассказы, стихи. Вместе с некоторыми другими писателями Уголини создал литературное течение, которое назвал «лирическим реализмом».
В 1934 году за трилогию «Беглец», написанную в 1929—1933 годы, писатель получил приз «Foce», однако его финансовое положение было нестабильным.
В этот период Уголини женился на Рине Сильвестрелли, у них было трое детей.
В эти же годы Уголини присоединился к антифашистскому движению в Италии, поддерживал отношения с итальянскими антифашистами в изгнании. По этой причине он постоянно находился под наблюдением властей.
В конце 1937 года руководство компартии Италии приказало Уголини выехать в Париж. Там он вступил в контакт с лидерами газеты La Voce degli Italiani, членами группы, близкой к Коммунистической партии Италии в изгнании. Писатель публиковал свои статьи под разными псевдонимами. Преобладающей темой этих статей был защита испанских республиканцев и осуждение нацистско-фашистских диктатур (Италия, Германия, Испания, Япония). На станицах этой газеты были опубликованы рассказы Уголини на тему войны в Испании, некоторые из них писатель написал ещё на родине, в Италии.
В этот период он знакомится со своей второй супругой, участницей антифашистского Сопротивления Джиной Пиффери, и вступает в Коммунистическую партию Италии. В 1938 году Уголини принял участие в международном конгрессе писателей вместе с французскими писателями Роменом Ролланом и Анри Барбюсом.
В 1939 году, после заключения германо-советского пакта о ненападении, коммунистическая партия и её газеты во Франции оказались под запретом. Заниматься журналистской деятельностью Уголини больше не мог, и ему вместе с Джиной Пиффери пришлось уйти в подполье. Положение ухудшилось в связи со вторжением вермахта во Францию и быстрым поражением Франции в 1940 году.
В январе 1942 года он был арестован гестапо, затем передан итальянским властям и приговорен к пяти годам тюремного заключения. Уголини был освобождён 26 августа 1943 года после первого падения режима Муссолини. Он стал одним из руководителей партизанского движения в Лигурии, боролся за изгнание немецко-фашистских оккупантов из Италии. Был одним из лидеров временного правительства, созданного CLN (Комитетом национального освобождения) Пьемонта до окончательного освобождения Пьемонта в мае 1945 года.
Уголини руководил региональной газетой Сопротивления в Турине до и после выхода из подполья. После окончания войны к нему приехала Джина Пиффери, и писатель решил связать свою жизнь с ней. В 1946 году у них родилась дочь Мирелла («Мирелла» — псевдоним Джины в годы участия в Сопротивлении).
После войны Амедео Уголини был редактором газеты «Унита» компартии Италии.
В это же время Уголини возобновил свою деятельность как писатель. В 1950 году за роман «Десять денег на табак» получил литературную премию Алассио. Уголини также участвовал в издании журналов, в частности журнала «Лирический реализм».
Из-за политических разногласий в руководстве компартии в конце 1940-х гг. Италии Уголини был уволен с должности редактора «Унита», но продолжал публиковать там свои статьи.
Писатель умер в 1954 году в Турине.
Последний его роман, «Марта в приграничной стране», был опубликован посмертно в 1956 году. В честь Амедео Уголини названы улицы в Кьявари и в Турине.

## Произведения

### Романы
- Телега дураков, Корбаччо, Милан, 1929 год.
- Зубы дьявола, Марцано, Генуя, 1929 г.
- Банк мечты, Дельфо, Генуя, 1930
- Беглецы, Дельфо, Генуя, 1932 год.
- Дом Бога, Дельфо, Генуя, 1933 год.
- Колеса, Дельфо, Генуя, 1934 г. * — Эти три составляют трилогию под общим названием I. Беглецы.
- Один как другие, Эйнауди, Турин, 1945 г.
- Десять сольди табака, Macchia, Рим, 1950, премия Алассио
- Марта в приграничном городке, Чешина, Милан, 1956 год.

### Рассказы
- Фонарь, сборник рассказов, Дельфо, Генуя, 1934, Приз Фоче.
- Ледник, в «L’Unità», 1951, (премия Сан-Винченцо).
- Фрида, в «Medica, Quaderni di l’Elite», январь 1955 года, первоначально опубликована в Voce degli Italiani, 3 августа 1939 года
- Малага, в «Realismo Lirico», 54 октября (опубликовано в Voce degli Italiani с 16 по 19 ноября 1937 года).
- Мсье Поль, в «Независимой родине», 23 мая 1954 года.
- История посмертного Игнатия в L’Unità, изд. Пьемонт, вторник, 8 мая 1956 года.

### Стихи
- Десять стихотворений в прозе, с 10 рисунками Р. Ченни, Лигурия, Генуя, 1951 г., стихотворений в прозе.

### Пьесы
- Гостиница в оазисе, прозаическая драма, журнал «Театр дня», 1949 год.